# Fousseni Diabaté
Fousseni Diabaté, né le 18 octobre 1995 à Aubervilliers (France), est un footballeur international malien qui évolue au poste d'ailier.

## Biographie

### En club
Passé par le centre de formation du Stade rennais, puis par les équipes de jeunes du Stade de Reims et de l'EA Guingamp, Fousseni Diabaté rejoint le Gazélec Ajaccio en juin 2017. Le 28 juillet 2017, il dispute son premier match au niveau professionnel lors de la rencontre comptant pour la première journée de Ligue 2 face au Valenciennes FC (1-1). Le 15 septembre suivant, il inscrit son premier but avec le club corse contre le Clermont Foot 63 en championnat (victoire 2-1). Il prolonge son contrat avec le club ajaccien jusqu'en 2020 le 17 novembre 2017.
Le 8 janvier 2018, Diabaté s'engage pour quatre ans et demi avec Leicester City, entraîné par le Français Claude Puel. Le 27 janvier suivant, il prend part à son premier match avec les Foxes face à Peterborough United en Coupe d'Angleterre. Il inscrit un doublé et Leicester remporte le match 1-5.
Le 10 janvier 2019, Fousseni Diabaté est prêté à Sivasspor (D1 turque) jusqu'à la fin de la saison. Il inscrit deux buts en dix-sept matchs sous le maillot du club turc.
Le 4 septembre 2019, Diabaté est de nouveau cédé en prêt, cette fois à l'Amiens SC pour une durée d'une saison. Prêté sans option d'achat et avec un contrat expirant le 30 juin 2020, il quitte Amiens pour revenir en Angleterre.
Le 25 septembre 2020, Fousseni Diabaté quitte Leicester City pour Trabzonspor. Toutefois, il ne parvient pas à s'imposer à Trabzon et enchaîne deux prêts, toujours en Turquie. En 2022, il s'engage avec le club serbe Partizan Belgrade. 
Il y réalise une saison réussie : 7 buts et 11 passes décisives. Cependant, il se brouille avec les dirigeants qui auraient refusé de le laisser partir selon des conditions convenues lors de son engagement. Se sentant trahi, il résilie son contrat avec le Partizan Belgrade, puis rejoint un nouveau club. Il signe un contrat deux ans avec le Lausanne-Sport, soit jusqu'en juin 2025,. 
Début novembre 2024, avec un total de 4 buts et 6 passes décisives en 15 matchs toutes compétitions confondues, Fousseni Diabaté attire l'attention de plusieurs clubs européens. Quelques semaines plus tard, il est temporairement écarté de l'équipe pour des raisons disciplinaires,. À la fin de son contrat, il ne prolonge pas avec le club suisse.

### En sélection nationale
Avec l'équipe du Mali des moins de 20 ans, Fousseni Diabaté participe à la Coupe d'Afrique des nations junior en 2015. Il joue quatre matchs lors de cette compétition et le Mali se classe quatrième.
Il dispute quelques mois plus tard la Coupe du monde des moins de 20 ans organisée en Nouvelle-Zélande. Diabaté ne joue que six minutes face à la Serbie. Le Mali termine troisième de ce Mondial.
Le 2 janvier 2024, il est retenu dans la liste des vingt-sept joueurs maliens sélectionnés par Éric Chelle pour disputer la Coupe d'Afrique des nations 2023.

## Statistiques
| Saison                | Club                  | Championnat           | Championnat | Championnat | Coupe nationale | Coupe nationale | Coupe de la Ligue | Coupe de la Ligue | Compétition(s) continentale(s) | Compétition(s) continentale(s) | Compétition(s) continentale(s) | Total | Total |
| Saison                | Club                  | Division              | M.          | B.          | M.              | B.              | M.                | B.                | Comp.                          | M.                             | B.                             | M.    | B.    |
| 2016-2017             | EA Guingamp           | Ligue 1               | -           | -           | 1               | 0               | 1                 | 0                 | -                              | -                              | -                              | 2     | 0     |
| 2017-2018             | Gazélec Ajaccio       | Ligue 2               | 18          | 3           | 1               | 2               | 2                 | 0                 | -                              | -                              | -                              | 21    | 5     |
| 2017-2018             | Leicester City        | Premier League        | 14          | 0           | 2               | 2               | -                 | -                 | -                              | -                              | -                              | 16    | 2     |
| 2018-2019             | Leicester City        | Premier League        | 1           | 0           | -               | -               | 2                 | 0                 | -                              | -                              | -                              | 3     | 0     |
| Sous-total            | Sous-total            | Sous-total            | 15          | 0           | 2               | 2               | 2                 | 0                 | -                              | -                              | -                              | 19    | 2     |
| 2018-2019             | Sivasspor (prêt)      | Süper Lig             | 17          | 2           | -               | -               | -                 | -                 | -                              | -                              | -                              | 17    | 2     |
| 2019-2020             | Amiens SC (prêt)      | Ligue 1               | 20          | 1           | 1               | 0               | 3                 | 0                 | -                              | -                              | -                              | 24    | 1     |
| 2020-2021             | Trabzonspor           | Süper Lig             | 6           | 0           | 1               | 0               | -                 | -                 | -                              | -                              | -                              | 7     | 0     |
| 2020-2021             | Göztepe SK (prêt)     | Süper Lig             | 18          | 3           | -               | -               | -                 | -                 | -                              | -                              | -                              | 18    | 3     |
| 2021-2022             | Giresunspor (prêt)    | Süper Lig             | 34          | 6           | -               | -               | -                 | -                 | -                              | -                              | -                              | 34    | 6     |
| 2022-2023             | Partizan Belgrade     | Super liga            | 32          | 2           | 1               | 0               | -                 | -                 | C3+C4                          | 2+10                           | 0+5                            | 45    | 7     |
| 2023-2024             | Lausanne-Sport        | Super League          | 25          | 2           | 2               | 0               | -                 | -                 | -                              | -                              | -                              | 27    | 2     |
| 2024-2025             | Lausanne-Sport        | Super League          | 35          | 7           | 5               | 1               | -                 | -                 | -                              | -                              | -                              | 40    | 8     |
| Sous-total            | Sous-total            | Sous-total            | 60          | 9           | 7               | 1               | -                 | -                 | -                              | -                              | -                              | 67    | 10    |
| Total sur la carrière | Total sur la carrière | Total sur la carrière | 220         | 26          | 14              | 5               | 8                 | 0                 | -                              | 12                             | 5                              | 254   | 36    |